# Éditions Anne Carrière
Editions Anne Carrière, fundada en 1993 por Anne y Alain Carrière, es una editorial del grupo Média-Participations.

## Historia
Creada en 1993, la empresa lleva el nombre de su creadora, Anne Carrière, hermana del presentador de televisión Patrice Laffont  e hija del editor Robert Laffont.
El 8 de diciembre de 2009, la empresa entró en administración judicial. Stephen Carrière, hijo de los fundadores, asumió la dirección de la casa a través de la Société Nouvelle Editions Anne Carrière en 2009. En poco tiempo, consiguió reflotar la empresa, con el apoyo del colectivo de editores independientes, cuya fórmula era “ Juntos para publicar mejor ".
Además de Éditions Anne Carrière, el colectivo está formado por La Belle Colère (con Dominique Bordes, editor de Monsieur Toussaint Louverture ); Éditions Plein Jour, de Nouvel Attila; y Éditions Aux Forges de Vulcain,Éditions Emmanuelle Collas y La ville brûlé.
En junio de 2017, el grupo Média-Participations adquirió una participación mayoritaria de la empresa, valorada en el momento de la transacción en 1,3 millones de euros.

## Publicaciones
Éditions Anne Carrière publica ficción, periodismo de investigación, memorias y testimonios o ensayos de escritores franceses y extranjeros. Entre los autores publicados en literatura francesa figuran François d'Épenoux, David Lelait-Helo, Philippe Cavalier, Yannick Grannec, Héloïse Guay de Bellissen, Éric Marchal, Maud Mayeras, Ghislain Gilberti, Sibylle Grimbert, Marina Carrère d'Encausse y Bruno Markov. ; y en literatura extranjera destacan el novelista brasileño Paulo Coelho, el escritor estadounidense Robert Goolrick, o autores como Chimamanda Ngozi Adichie, Katharina Hagena o Erich Kästner ; en documentos y ensayos, Marcel Rufo y Laurent Gounelle .
En 2015, la editorial publicó la historia del YouTuber EnjoyPhoenix.